# Koisnjaq district
Koisnjaq district är ett distrikt i Irak.   Det ligger i provinsen Arbil, i den norra delen av landet, 300 km norr om huvudstaden Bagdad.
Följande samhällen finns i Koisnjaq district:
- Koysinceq